# Comité national d’optique et de photonique
Le Comité national d’optique et de photonique est une association professionnelle regroupant les différents pôles régionaux en optique et photonique ainsi que des associations d'industriels et des sociétés savantes nationales de la filière.

## Membres du CNOP (source Présidence du CNOP)
- Photonics Bretagne
- AlPhA-Route des Lasers (Aquitaine)
- Club lasers et procédés
- Opticsvalley (Ile-de-France)
- Minalogic (Rhône-Alpes)
- Optitec (PACA & LR)
- Pôle des MicroTechnologies (Bourgogne - Franche-Comté)
- Elopsys (Limousin)
- Cluster Lumière
- Association française des industries de l’Optique et de la Photonique (AFOP)
- Société française d’optique (SFO)